# NGC 5332
NGC 5332 é uma galáxia elíptica (E-S0) localizada na direcção da constelação de Boötes. Possui uma declinação de +16° 58' 11" e uma ascensão recta de 13 horas, 52 minutos e 07,9 segundos.
A galáxia NGC 5332 foi descoberta em 23 de Março de 1887 por Lewis A. Swift.